# VfB Komet Bremen
Der VfB Komet Bremen war ein Sportverein aus Bremen. Die erste Fußballmannschaft der Männer spielte fünf Jahre in der damals erstklassigen Gauliga Niedersachsen bzw. Weser-Ems. Die erste Fußballmannschaft der Frauen nahm einmal am DFB-Pokal teil.

## Geschichte
Der Verein wurde am 16. Oktober 1896 von Schülern als FV Komet Bremen gegründet. Am 12. Februar 1919 fusionierte dieser mit dem VfB 01 Bremen zum VfB Komet Bremen. Der VfB 01 wiederum entstand im Jahre 1913 durch die Fusion des FV Germania Bremen, 1901 durch die Fusion von Viktoria Bremen und Preußen Bremen, und dem FV Preußen Bremen entstanden. Im Jahre 1933 traten Mitglieder des verbotenen Arbeitersportvereins ATSV Buntentor dem VfB Komet bei. Am 26. September 1945 wurde der Verein aufgelöst und als SV Huckelriede neu gegründet.
Schon am 18. April 1946 nahm der Verein wieder den Namen VfB Komet Bremen an und fusionierte im Jahre 1971 mit dem VfR links der Weser Bremen zum SC Rot-Weiß Bremen. Am 26. April 1978 wurde der Name VfB Komet wieder angenommen. Im Jahre 2006 schließlich fusionierte der VfB Komet mit dem TuS Arsten zum TuS Komet Arsten.

### Männerfußball
Nach dem Ersten Weltkrieg schaffte Komet im Jahre 1921 den Aufstieg in die damals erstklassige Westkreisliga. Drei Jahre später sicherte sich die Mannschaft nach einem 3:0-Sieg über den VfB Wilhelmshaven die Meisterschaft. Nach einem dramatischen 2:1-Sieg nach Verlängerung über Arminia Hannover zog Komet in die Norddeutsche Endrunde ein, wo die Bremer nur den letzten Platz erreichten. 1927 ging die Bezirksmeisterschaft erneut an Komet, die sich in den Endspielen gegen den Lokalrivalen SV Werder durchsetzen konnten. In der Qualifikation zur Norddeutschen Meisterschaft unterlag die Mannschaft jedoch Hannover 96 mit 0:1. Ein Jahr später folgte die dritte Bezirksmeisterschaft. Auf norddeutscher Ebene unterlag Komet dem Hamburger SV trotz 3:2-Führung noch mit 3:4 und verpasste erneut die Endrunde.
Erst 1932 erreichte Komet erneut die Norddeutsche Endrunde. Eine unglückliche 3:4-Niederlage gegen Eintracht Braunschweig verhinderte den Sprung in die Finalrunde, trotz Punktgleichheit mit Altona 93 (wegen des schwächeren Torverhältnisses). Im Jahre 1933 gehörte der VfB Komet zu den Gründungsmitgliedern der Gauliga Niedersachsen, wo die Mannschaft hinter Werder zur zweiten Bremer Kraft wurden. 1935 wurde Komets Mittelläufer Heinz Warnken Bremens erster Nationalspieler. Eine schwache Rückrunde in der Saison 1935/36 sorgte für den Abstieg der Mannschaft. Erst 1943 gelang die Rückkehr in die Erstklassigkeit.
Nach dem Zweiten Weltkrieg wurde Komet zu einer Fahrstuhlmannschaft zwischen der höchsten und zweithöchsten Amateurliga Bremens. Erst ab 1957 konnte sich die Mannschaft im damals Landesliga genannten Bremer Oberhaus etablieren. Mehr als ein neunter Platz im Jahre 1959 sprang jedoch nicht heraus. Anfang der 1980er Jahre begann für Komet noch einmal eine erfolgreiche Ära. Im Jahre 1983 belegte die Mannschaft Rang drei. Zuletzt spielte Komet von 1988 bis 1992 in Bremens höchster Spielklasse. Da mit dem Bremer SV und OT Bremen gleich zwei Mannschaften aus der Oberliga Nord abstiegen reichte für Komet der viertletzte Platz nicht mehr zum Klassenerhalt. Drei Abstiege in Folge sorgten dafür, dass Komet 1994 in die Kreisliga abrutschte. Nach zwei Aufstiegen in Folge spielte die Mannschaft zwischen 1996 und 2004 nochmal in der Landesliga.

### Frauenfußball
Im Jahre 1980 qualifizierten sich die Fußballerinnen des VfB Komet für den erstmals ausgetragenen DFB-Pokalwettbewerb. In der ersten Runde kam jedoch das Aus gegen den BFC Meteor 06 aus Berlin. Nach einer 0:14-Niederlage auf eigenem Platz gab es beim Rückspiel nur eine 0:7-Niederlage. In überregionalen Spielklassen tauchte die Mannschaft nicht auf, brachte aber mit Sarah Günther eine deutsche Nationalspielerin hervor.